# Rīgas Šaha skola
Rīgas Šaha skola – łotewski klub szachowy z siedzibą w Rydze, mistrz kraju z 1995 roku.

## Historia
Klub powstał w 1972 roku. W 1979 roku klub zadebiutował w najwyższej lidze Łotewskiej SRR, jednak zajął wówczas dziewiąte miejsce i spadł. W 1982 roku zespół wrócił do pierwszej ligi. W 1984 roku na najwyższym poziomie rozgrywkowym zadebiutowała również druga drużyna, jednak oba zespoły spadły wówczas z ligi. W 1990 roku klub powrócił do najwyższej ligi i zajął trzecie miejsce w mistrzostwach Łotewskiej SRR, za VEF Ryga i Jełgawą.
W 1991 roku w pierwszej edycji mistrzostw Łotwy uczestniczyły trzy drużyny Rīgas Šaha skola, z czego najwyżej (szóste miejsce) został sklasyfikowany drugi zespół. W 1993 roku klub przegrał w finale mistrzostw z Daugavpils šaha klubs, a rok później został sklasyfikowany na trzecim miejscu. W sezonie 1995 drużyna klubu, wystawiona wówczas pod nazwą Atvase, zdobyła tytuł mistrzowski. Skład drużyny stanowili wówczas Vladimirs Bagirovs, Andrejs Sokolovs, Daniels Fridmans, Māris Krakops i Anda Šafranska. W sezonie 1999 zespół zajął trzecią pozycję w lidze. W sezonie 2017 klub zdobył wicemistrzostwo Łotwy, z takimi zawodnikami w składzie jak Arturs Neikšāns, Ņikita Meškovs, Toms Kantāns i Anna Kantane. W latach 2023–2024 klub ukończył rozgrywki ligowe na trzecim miejscu.